# Ana Francisca Vega
Ana Francisca Vega Valdés (Ciudad de México, 26 de julio de 1974) es una conductora, politóloga y periodista mexicana. Fue conductora de los programas de televisión Fractal  (hasta 2020)  y Las noticias de las 20:00 hrs que en marzo de 2022 con el cambio de "Noticieros Televisa" a "N+", se cambió el nombre a "En 1 Hora"  en Foro TV (hasta 2023),en radio conduce el programa de MVS Noticias con Ana Francisca Vega a las 18:00hrs.

## Biografía
Estudió la Licenciatura en Ciencias Políticas en el Centro de Investigación y Docencia Económicas (CIDE) y una maestría en Relaciones Internacionales en la Universidad de Oxford.
A sus 19 años contaba con una columna de opinión en Milenio, trabajó en el IMER y en la Secretaría de Relaciones Exteriores. Fue conductora del programa de radio Así las Cosas de W Radio, del programa Fractal de ForoTV y coconductora del noticiero Despierta con Loret de la cadena Televisa, subdirectora de Animal Político y del periódico El Centro, colaboró en los programas Atando Cabos con Denise Maerker de la red Radio Fórmula y Hoy por Hoy de W Radio. Es cofundadora de Data Cívica.  Tiene una columna titulada Contratiempo en el periódico El Universal.

## Reconocimientos
- Beca Chevening Scholarship - Gobierno de la Gran Bretaña (2003)
- Beca The Washington Post - Woodrow Wilson Center for International Scholars (2010)
- Lista de 15 líderes de opinión más influyentes en México de la revista Forbes, según Twitter (2013)[5]

## Publicaciones
- Twitter y cambio político en México (2011)[7]
- Mexicanos como yo, 50 mexicanos que hacen de este país un lugar fantástico (2019)[8]